# Madison Genesis/Saison 2013
Dieser Artikel listet Erfolge und Fahrer des Radsportteams Madison Genesis in der Saison 2013 auf.

## Mannschaft
| Name                          | Geburtstag        | Nationalität           | Team 2012        |
| ----------------------------- | ----------------- | ---------------------- | ---------------- |
| Sebastian Baylis              | 19. Februar 1994  | Vereinigtes Königreich | Neoprofi         |
| Ian Bibby                     | 20. Dezember 1986 | Vereinigtes Königreich | Endura Racing    |
| Dean Downing                  | 24. Januar 1975   | Vereinigtes Königreich | Rapha Condor     |
| Liam Holohan                  | 22. Februar 1988  | Vereinigtes Königreich | Team Raleigh-GAC |
| Joan Horrach (bis 6. Februar) | 27. März 1974     | Spanien                | Katusha Team     |
| Dominic Jelfs                 | 31. März 1990     | Irland                 | Neoprofi         |
| Alex Peters                   | 31. März 1994     | Vereinigtes Königreich | Neoprofi         |
| Jack Pullar                   | 15. November 1989 | Vereinigtes Königreich | Neoprofi         |
| Chris Snook                   | 22. Dezember 1986 | Vereinigtes Königreich | Neoprofi         |
| Andrew Tennant                | 9. März 1987      | Vereinigtes Königreich | Rapha Condor     |
| Brennan Townshend             | 8. Juli 1993      | Vereinigtes Königreich | Team Raleigh-GAC |